# Turkse gemeenschap in België

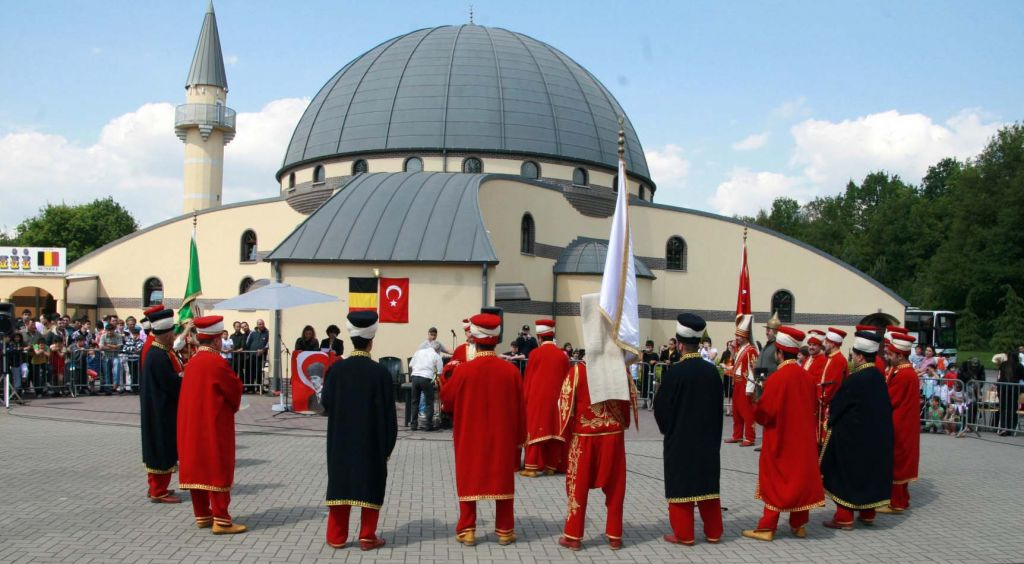
Turkse dag bij de Yunus Emre-moskee in Genk

Met de Turkse gemeenschap in België (ook wel Turkse Belgen) worden in België levende Turken en Belgen van Turkse origine aangeduid.

## Geschiedenis

### Voorgeschiedenis
Na de Tweede Wereldoorlog groeide de Belgische economie erg snel en de arbeidersbehoefte (vooral in de mijnsector) bijgevolg ook. De jaren tussen 1948 en 1974 worden daarom weleens de trente glorieuses ("gouden dertig (jaar)") genoemd. De eigen bevolking kon niet in deze navraag voorzien; de directe buurlanden maakten op dat moment een gelijkaardige evolutie door, waardoor arbeiders niet van daar gehaald konden worden. België sloot daarom in 1946 een overeenkomst met Italië voor het ronselen van mijnwerkers (zie Italianen in België). Na de mijnramp van Marcinelle (1956), waarbij 136 Italianen omkwamen, besloot de Italiaanse regering echter deze immigratie een halt toe te roepen. België sloot daarop overeenkomsten met o.a. Spanje (1956), Griekenland (1957) en Turkije.
In Turkije waren de omstandigheden voor emigratie op dat moment immers zeer gunstig. De Turkse overheid voerde een beleid van modernisatie, onder andere van de landbouw. Hierdoor kwamen op het land veel arbeiders vrij, die echter niet door de nog beginnende industrie konden worden opgevangen. Velen konden geen werk vinden in de landbouw of industrie, wat leidde tot economische onzekerheid. Vanaf de jaren '50 begonnen Turken daarom te emigreren, aanvankelijk naar Duitsland (zie Turken in Duitsland), later ook naar andere Europese landen (zie Turken in Europa).

### Arbeidsmigratie in de jaren '60
Op 16 juli 1964 sloten België en Turkije een bilateraal akkoord om de migratie van Turkse arbeiders naar België, die al in 1963 op gang was gekomen, te organiseren. In de twee jaar tussen 1963 en 1965 vestigden zich daarop 22.098 Turken in België. De rekrutering werd door de Turkse overheden via de OTRT (Office du travail et du recrutement des travailleurs - "Arbeidsdienst voor de rekrutering van werknemers") georganiseerd. Hierin werden zij bijgestaan door Fedechar, de Belgische steenkoolfederatie. Behalve in Limburg werden de meeste Turkse arbeidsmigranten naar Vlaanderen niet via de OTRT, maar nominatief gerekruteerd door bedrijven buiten de overheid om. Arbeidsmigranten kwamen dan met een toeristenvisum het land binnen en kregen een arbeidsvergunning eens ze aan de slag waren ("officieuze migratie"). Doordat de nood aan arbeidskrachten in veel bedrijven in oude industriële takken (zoals metaal, bouw en textiel) in Vlaanderen zo hoog was, kneep zowel de Belgische als de lokale overheid hiervoor een oogje dicht.
De Belgische overheid moedigde deze mensen ook aan hun gezinnen over te brengen. Zo wou men de arbeiders binden aan de streek. De industrie- en mijnsector in de buurlanden bood immers betere lonen en lokte zo arbeiders weg. Ook was men zich toen al bewust van de demografische gevolgen van de (vooral in Wallonië) dalende geboortecijfers. Met immigratie wilde men deze tegengaan. Artikel 11 van het in 1964 ondertekende verdrag bepaalde dan ook dat een gastarbeider die minstens een maand in België gewerkt had, regelmatig tewerkgesteld was, en over geschikte huisvesting beschikte zijn gezin mocht laten overkomen.
Al in de jaren '60 kende de migratie van Turken zijn ups en downs. In de periode 1963-1965 kende ze een eerste piek. Vanaf 1966-1967 begon het echter slechter te gaan met de Belgische economie. De overheid nam daarop nog eens een kijkje op het immigratiebeleid: gevallen van spontane immigratie werden minder makkelijk geregulariseerd; bij immigratie werden geen werkvergunningen meer afgeleverd in een periode met hoge en hardnekkige werkloosheid en de hele wetgeving rond het tewerkstellingsstatuut van buitenlandse werknemers werd verstrengd. Hierop daalde de officiële immigratie van Turkse arbeiders naar België van een piek van bijna 10.000 in 1964 naar ongeveer 2000 per jaar. De spontane migratie begon in de periode 1969-1974 echter weer toe te nemen. Werknemers werden tewerkgesteld in de bouwsector en in de Luxemburgse houtindustrie.
Vanaf de jaren '70 ging het slechter met de Belgische economie. Door de eerste oliecrisis stokte de economie en nam het aantal werkelozen toe. De overheid maakte een einde aan de politiek van arbeidsmigratie en begon de buitengrenzen te sluiten. Veel illegale arbeiders die zich al op het Belgisch grondgebied bevonden, lieten zich daarop nog snel regulariseren. De beslissing om de grenzen te sluiten verschijnt daarom in de statistieken als een immigratiepiek in de jaren 1974 en 1975.

### Gezinsvorming
Het einde van de arbeidsmigratie betekende echter niet het volledige einde van de migratie uit Turkije. Deze daalde wel naar 1.265 in 1985, maar door gezinshereniging bleven Turken naar België komen. In de jaren '70 kwam ook de gezinsvorming op. Voordien bestond gezinshereniging vooral uit leden van de eerste generatie die hun kersverse echtgenote, of bestaand gezin (75% van de Turkse gastarbeiders was getrouwd voor de komst naar België) lieten overkomen. In deze periode immigreerden steeds meer vrouwen, vaak in het kader van gezinsvorming of huwelijk.

### Asielmigratie vanaf 1980
Na de staatsgreep op 12 september 1980 kwamen de eerste Turken naar België om politiek asiel aan te vragen. Het betrof vooral etnische en religieuze minderheden, zoals Koerden, Armeniërs en Arameeërs. De asielmigratie uit Turkije heeft tot nu toe vier pieken gekend: een in 1980, een in 1984-1986, een in 1989-1993 en een in 2000-2002. Ook na de mislukte staatsgreep op 15 juli 2016 kwamen veel Turkse asielzoekers naar België. In de acht maanden van juli 2016 tot april 2017 dienden 678 Turken een asielaanvraag in in België. Dat is meer dan in heel 2014 en 2015 tezamen. Tegen mei 2017 waren het meer dan 700. Het gaat om meestal hoogopgeleide mannen en vrouwen die door de Erdogan-regering verondersteld worden banden met de Gülen-beweging te hebben. Ook "meer dan honderd" ontslagen Turkse NAVO-officieren en hun gezinnen die in België gestationeerd waren, hebben asiel aangevraagd.

## Demografie

### Aantal
Omdat België (in tegenstelling tot bv. Nederland) geen etnische statistieken verzamelt, is het exact aantal Turken in België niet bekend. Schattingen kunnen sterk uiteenlopen, ook omwille van de verschillende manieren om "persoon van Turkse afkomst" te definiëren; een persoon met Turkse voorouders die in België met de Belgische nationaliteit geboren is en wiens ouders in België met de Belgische nationaliteit geboren zijn, verschilt in de statistieken niet van een autochtone Belg. In 2010 verbleven 152.000 personen in België die (waar dan ook) met de Turkse nationaliteit geboren waren. De totale Turkse gemeenschap is dus nog groter.

### Verspreiding

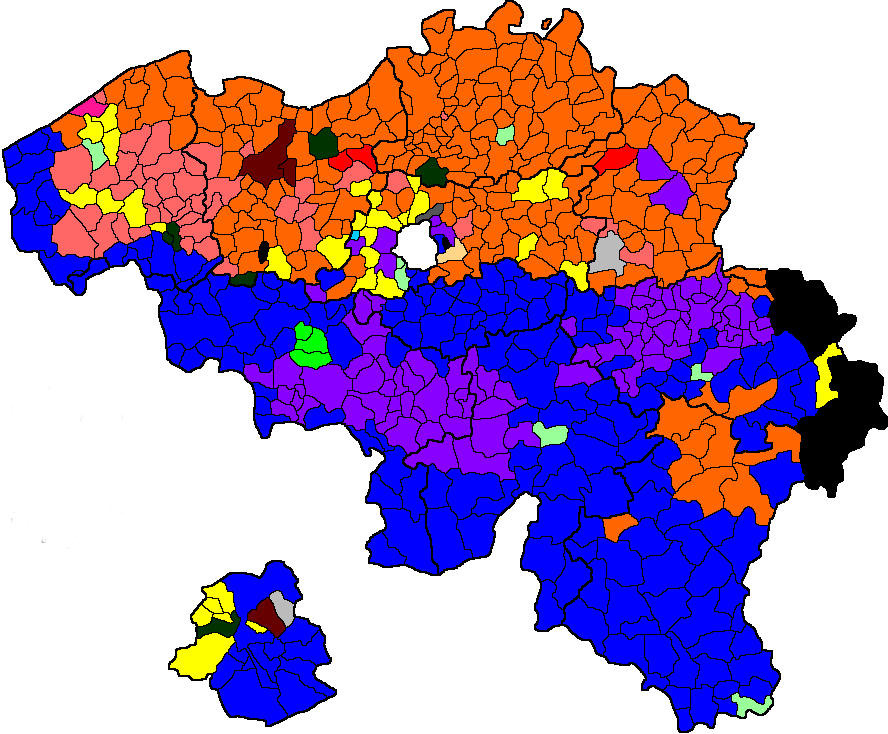
Deze kaart toont per gemeente welke groep buitenlanders (mensen zonder Belgisch paspoort) het grootst is. Gemeenten waar dit de Turken zijn, zijn in het donkerrood ingekleurd. Klik op de afbeelding voor meer details.

De oorspronkelijke Turkse gastarbeiders vestigden zich voornamelijk in de buurt van de Belgische mijnen. Een groot deel vestigde zich in Limburg, omdat de mijnen daar langer open bleven en de Turken (vergeleken met andere migranten) relatief laat in België aankwamen. In 1971 woonde 31% van de Turken in Limburg, 21% in Henegouwen en 12,6% in Luik. In de loop van de jaren '70 veranderde dit echter. Turkse Belgen trokken weg uit de mijnregio's en naar grotere steden, die economisch aantrekkelijker waren; voornamelijk Brussel en Gent en in mindere mate naar Antwerpen. Deze trend zette zich, sterk verminderd, ook na 1980 voort.
In 2006 woonde een kwart van de Turkse Belgen in Brussel, vooral in de deelgemeenten Sint-Joost-ten-Node en Schaarbeek. In Limburg woont nog een vijfde, vooral geconcentreerd in de gemeenten Heusden-Zolder, Genk, Maasmechelen, Houthalen en Leopoldsburg. In Henegouwen en Luik wonen telkens ongeveer 10%; concentraties bestaan in Farciennes, Hensies en Wezet. Het aandeel in Oost-Vlaanderen is in de laatste 10 jaar meer dan verdubbeld, van 7,5% naar 16,1%; concentraties bestaan in Zele, Lokeren en Gent. In de Oost-Vlaamse hoofdstad wonen naar schatting 25.000 Turkse Belgen. Ze vormen er de grootste etnisch-culturele minderheid. Over de geschiedenis van de Turkse migratie naar Gent verscheen in 2014 (een halve eeuw na de start van de migratie) het boek 'Turkije aan de Leie', waarop ook twee tentoonstellingen over migratiegeschiedenis werden gebaseerd: Straffe Gasten (Industriemuseum) en 'Blijven Plakken. Meer dan 50 jaar migratie naar Gent (STAM)'. Gent is ook de gemeente waar de meeste nieuwe Turken (12% van het totaal) heen migreren.
De verdeling van de Turken die als asielzoeker naar België gekomen zijn, is anders. Ook zij zijn sterk vertegenwoordigd in de steden Antwerpen en Brussel, maar slechts weinigen van hen hebben zich in Limburg, Oost-Vlaanderen en Henegouwen gevestigd. In bepaalde gemeenten van Vlaams-Brabant (Zaventem, Asse, Leuven en Machelen) en in Mechelen zijn zij dan weer oververtegenwoordigd.

### Herkomst in Turkije
Het merendeel van de Turkse Belgen heeft zijn herkomst in Centraal-Anatolië en enkele provincies in het Oosten van Turkije. Bijna een derde komst uit de provincie Afyon, alleen al een kwart uit het district Emirdağ. Verder komen velen uit de provincies Konya (Piribeyli)? Sivas en Eskişehir. Deze verdeling kan deels worden verklaard door het feit dat de oorspronkelijke recruterings bureaus zich in het westen en centrum van het land bevonden.
Turken uit bepaalde herkomstprovincies hebben zich in België geconcentreerd. Mensen uit Afyon (Emirdağ), Konya (Piribeyli) en Eskişehir hebben zich vooral in Gent en Brussel gevestigd; mensen uit andere provincies in Centraal- en Oost-Anatolië vooral in Limburg en Antwerpen. Turken uit andere regio's zijn gelijkmatig over België verspreid.

## Integratie

### Nationaliteit
Het overgrote merendeel van de Turkse Belgen heeft tegenwoordig de Belgische nationaliteit. In 2010 had 74% van de mensen die met de Turkse en zonder de Belgische nationaliteit geboren zijn, inmiddels de Belgische nationaliteit. Aangezien deze statistiek geen rekening houdt met Turkse Belgen die met de Belgische nationaliteit geboren zijn, is het percentage voor heel de populatie van Turkse herkomst nog groter.
Dit was lange tijd niet zo. Tussen 1973 en 1984 lieten slechts 298 Turken zich naturaliseren. Vanaf 1985 werd de nationaliteitswet echter geleidelijk aan versoepeld en namen steeds meer Turken de Belgische nationaliteit aan. In 1991 had al 3% van de als Turk geboren bevolking dit gedaan; in 1996 was het 16%. Het aantal in België verblijvende personen met uitsluitend de Turkse nationaliteit bereikte daarom in 1994 haar historisch maximum: 92.272 personen. Vooral na de snel-Belgwet lieten veel Turken zich naturaliseren. De jaren 2000 en 2001 vormen daarom een piek voor het aantal nationaliteitswijzigingen. In 2001 had een knappe meerderheid (51%) van de als Turk geboren mensen de Belgische nationaliteit. Sinds halverwege de jaren 2000 balanceren migratie en geboorte echter de naturaliseringen uit. Het aantal mensen met enkel de Turkse nationaliteit blijft stabiel rond de 40.000.
Veel mensen van Turkse afkomst hebben de dubbele nationaliteit. Hun exacte aantal is echter onbekend omdat de Belgische staat hierover geen statistieken bijhoudt. In tegenstelling tot Marokkanen kunnen Turken wel afstand doen van de Turkse nationaliteit indien ze over een andere beschikken. Zij moeten hiervoor wel hun dienstplicht vervullen, uitstellen, of afkopen. Enkel zij die na hun 45ste dit nog niet gedaan hebben, kunnen geen afstand meer doen van hun Turkse nationaliteit, omdat zij zich dan volgend Turks recht schuldig gemaakt hebben aan een strafbaar feit. Omdat Turken in het buitenland doorgaans hun legerdienst afkopen - in 2016 kostte dit ongeveer €1000 - probeert de Turkse regering te verhinderen dat Turken hun nationaliteit opgeven.
Deze dubbele nationaliteit zorgt regelmatig voor controverse, niet alleen bij Turkse, maar ook bij Marokkaanse Belgen. Tegenstanders beweren dat het voor loyaliteitsproblemen zorgt en de integratie tegenwerkt. Voorstanders, zoals de Turks-Belgische politicus Ergün Top, zien de dubbele nationaliteit daarentegen als integratiebevorderend: "Mensen die nog een emotionele band met hun herkomstland hebben, zullen sneller Belg worden als ze die band mogen behouden." Ook volgens Dries Lesage, Turkijespecialist aan de UGent, is de dubbele nationaliteit geen probleem: "Wat is het probleem dat mensen meeleven met wat daar gebeurt? Dat is ook zo bij Amerikanen of Fransen die in ons land wonen. Zolang dat niet betekent dat men zich tegen België verzet, is dat geen enkel probleem. (...) Niet enkel het papier wordt geviseerd, maar ook de betrokkenheid. Men wil de banden met Turkije volledig doorknippen. Dat is de drang naar zuiverheid, naar assimilatie." Vooral na het referendum in 2017, waarbij 75% van de Turkse Belgen die stemden, voor de grondwetswijziging stemden, laaide dit debat weer op. Meerdere politici, vooral NVA'ers (o.a. Bart De Wever en Theo Francken), maar ook Hendrik Bogaert (CD&V), stelden voor de dubbele nationaliteit af te schaffen. Wel werd opgemerkt dat er technische en praktische hindernissen zijn om dit te doen - o.a. is de status van Belgen in het buitenland niet zeker - al zijn deze volgens Bart De Wever "niet onoverkomelijk".

### Identiteit
Bij een enquête uit 2015 bleek dat 54,9% van de Turkse Belgen zich even Belgisch als Turks voelden. Een verdere 51,3% voelde zich meer Belgisch dan Turks en 11,9% voelde zich meer Turks dan Belgisch. Kleine minderheden (minder dan 5%) voelden zich uitsluitend Belgisch of Turks. Deze cijfers zijn verbeterd tegenover een vroeger onderzoek uit 2007. Toen voelde zich een meerderheid (54%) eerder Turks dan Belgisch. Uit het onderzoek uit 2015 bleken ook enkele verbanden. Identificatie met België was gecorreleerd met actief zijn op de arbeidsmarkt, met het behaald hebben van een diploma hoger onderwijs en met een minder sterke religieuze identiteit (d.w.z. geen hoofddoek dragen, niet naar de moskee gaan, niet aangeven dat de religieuze identiteit is versterkt in de laatste tien jaar).
De sterkte van de identificatie met Turkije was in 2015 als volgt: 65,8% voelde zich "heel sterk" of "sterk" Turks; 22,6% voelde zich "redelijk" Turks; slechts 2,6% voelde zich "helemaal niet" Turks. Vergeleken met de Marokkaanse Belgen is de identificatie met het herkomstland bij de Turkse Belgen sterker.

### Regionale verschillen
Over het algemeen kan gesteld worden dat Turken in Wallonië "beter" geïntegreerd zijn dan in Vlaanderen; Brussel neemt een tussenpositie in. Turkse Belgen die in Wallonië woonachtig zijn, hebben meer kans een diploma hoger onderwijs te hebben, interesseren zich duidelijk meer voor de Belgische politiek, spreken de taal van de regio (Frans in Wallonië, Nederlands in Vlaanderen) beter en identificeren zich meer met België. Enkel de participatie op de arbeidsmarkt is beter in Vlaanderen. Dit is echter bij de autochtone bevolking ook het geval; het verschil in werkzaamheid tussen autochtonen en allochtonen is groter in Vlaanderen.
Voor dit fenomeen bestaan meerdere verklaringen. Ten eerste is het identiteitsbegrip in Vlaanderen anders dan in Franstalig België. Vlamingen identificeren zich vaker als Vlaming; Franstalige Belgen vaker als Belg of Brusselaar. De Vlaamse identiteit wordt echter als geslotener ervaren, terwijl de Belgische en Brusselse opener zijn. Anderzijds heerst in Franstalig België de Franse republikeinse identiteitsgedachte meer. Deze eist dat burgers zich enkel met de staat identificeren en daarnaast/-onder geen regionale (bv. Waalse) of etnische (bv. Turkse) identiteit onderhouden. Het is daarom in Wallonië minder legitiem de etniciteit van herkomst te koesteren dan in Vlaanderen. In combinatie met de meer open Belgische identiteit zou dit kunnen verklaren waarom migranten en hun nakomelingen eerder geneigd zijn zich Belg te voelen in Wallonië dan in Vlaanderen.
Ten tweede is ook het publiek discours over migratie verschillend tussen Vlaanderen en Franstalig België. Door het succes van het Vlaams Belang/Blok sinds 1980 zijn ook de andere partijen gedwongen meer aandacht aan migratie te besteden. Dit heeft ervoor gezorgd dat ook de kiezers meer aandacht aan migratie besteden. Migratie is dus gepolitiseerder in Vlaanderen. Het discours is daarenboven overwegend negatief. In Franstalig België is migratie veel minder een aandachtspunt en als het dat wel is, is het discours meer pro-migratie. Dit opinieverschil komt mogelijk door het feit dat migratie in Wallonië een langere geschiedenis kent. Bovendien begon de migratie in Wallonië met Zuid-Europeanen; Vlaanderen werd onmiddellijk geconfronteerd met de immigratie van niet-Europeanen. Het staat echter niet vast dat dat de reden is.
Ook beleidsverschillen dragen mogelijk bij aan het integratieverschil. In Vlaanderen is het integratiebeleid strenger; onder andere is het inburgeringstraject verplicht. In Brussel en Wallonië is de aanpak zachter. Dit strengere beleid heeft mogelijk een averechts effect, doordat het mensen het gevoel geeft dat ze niet geaccepteerd zijn.
Een verklaring die vaak wordt geopperd, maar onwaarschijnlijk lijkt, is dat de residentiële concentratie (hoezeer leden van bepaalde etnische groepen bij elkaar wonen) verantwoordelijk is voor de integratieverschillen tussen de gewesten. Deze is inderdaad lager in Wallonië dan in Vlaanderen, maar ook lager in Vlaanderen dan in Brussel. Dit gaat in tegen de tussenpositie die Brussel inneemt qua integratie. Ook internationaal onderzoek vindt geen duidelijk verband tussen residentiële concentratie en slechte integratie. Onder bepaalde omstandigheden en op bepaalde vlakken kan concentratie zelfs integratiebevorderend werken.

## Politiek
Vergeleken met andere Europese landen is de electorale representatie van moslims in België (en dan vooral in Brussel) aanzienlijk. In juli 2010 waren een federale senator (Güler Turan, sp.a), drie federale kamerleden (Meyrem Almaci, Groen!, Zuhal Demir, N-VA, en Özlem Özen, PS), drie Vlaamse volksvertegenwoordigers (Güler Turan en Fatma Pehlivan, sp.a, en Veli Yüksel, CD&V), twee Brusselse volksvertegenwoordigers (Emin Özkara, PS, en Mahinur Özdemir, cdH) en een Waalse volksvertegenwoordiger (Serdar Kiliç, PS) van Turkse afkomst, plus een gewestelijke staatssecretaris in Brussel, Emir Kir (PS).
De interesse voor de Belgische politiek is echter vrij laag bij de Turkse Belgen. Bij een onderzoek uit 2009 gaf 55% "helemaal niet" of "eerder niet" in de Belgische politiek geïnteresseerd te zijn; bij een uit 2014 gaf slechts 39,3% "redelijk" of "sterk" geïnteresseerd te zijn. Deze apathie wordt verder geïllustreerd door het feit dat 9% in 2014 aangaf niet te zullen stemmen. (België heeft stemplicht, waardoor het aantal niet-stemmers erg laag ligt.)
Hierbij komt dat 18% zich met geen enkele Belgische partij identificeerde. Bij de overgeblevenen bestond een voorkeur voor socialistische partijen. Een tiende verkoos liberale partijen, meer dan bij de Belgische Marokkanen, waar dit slechts 5% was.

## Bekende Belgen van Turkse komaf

### Sport
- Bülent Akın - voetballer
- Murat Akin - voetballer
- Sami Bayraktar - voetballer
- Ümit Bilican - voetballer
- Sinan Bolat - voetballer
- Fuat Çapa - voetbalcoach
- Güven Cavus - voetballer
- Murat Direkçi - kickbokser
- Emrullah Güvenç - voetballer
- Serdal Güvenç - voetballer
- Abdullah İçel - zaalvoetballer
- Yasin Karaca - voetballer
- Onur Kaya - voetballer
- Ersan Keleş - zaalvoetballer
- Fazlı Kocabaş - voetballer
- Mohammed Ali Kurtuluş - voetballer
- Ahmet Öcal - voetballer
- Alpaslan Öztürk - voetballer
- Aziz Sağlam - zaalvoetballer
- Kubat Selim - bokser
- Önder Turacı - voetballer
- Cüneyt Vicil - zaalvoetballer
- Hüseyin Yıldız - zaalvoetballer
- Muhammet Hanifi Yoldaş - voetballer

### Politici
- Meyrem Almaci - politica
- Cemal Çavdarlı - politicus en imam
- Zuhal Demir - politica
- Meryem Kaçar - politica
- Selahattin Koçak - politicus
- Serdar Kiliç - politicus
- Emir Kir - politicus
- Selahattin Koçak - politicus
- Mahinur Özdemir - politica
- Özlem Özen - politica
- Emin Özkara - politicus
- Fatma Pehlivan - politica
- Ergün Top - politicus
- Güler Turan - politica
- Hilâl Yalçin - politica
- Veli Yüksel - politicus
- Kemal Bilmez - politicus
- Ayse Yigit - politica
- Yasin Gül - politicus

### Overige
- R. Kan Albay - regisseur en acteur
- Antony Asael - fotograaf
- Hadise - zangeres
- Kadèr Gürbüz - actrice en presentatrice
- Mahmut Karadağ - modeontwerper
- Ramazan Kubat - zanger
- Kevser Marasligil - vlogster
- Faroek Özgünes - televisiepresentator en journalist
- Zeynep Sever - model
- Melike Tarhan - zangeres
- Gulus Gulcugil Turkmen - zanger
- Rafike Yilmaz - woordvoerder Koninklijk Paleis
- Alaaddin Yilmaz - Cardiothoracaal chirurg
- Ercan Cesmeli - Gastro-enteroloog
- Leyla Yüksel - Gynaecoloog
- Baki Topal - Abdominaal chirurg
- Fatma Taspinar - journaliste en nieuwsanker